# 突尼西亞國際航空1153號班機空難
突尼西亞國際航空1153號班機是突尼西亞國營航空突尼西亞國際航空（Tuninter）一班由意大利巴里巴里嘉祿·沃伊蒂瓦機場（Bari Karol Wojtyła Airport, IATA: BRI, ICAO: LIBD）前往突尼西亞杰尔巴－杰尔吉斯机场（Djerba–Zarzis International Airport, IATA: DJE, ICAO: DTTJ）的定期航班。2005年8月6日，一架ATR-72螺旋槳客機執行此航班時因燃料用盡緊急迫降於西西里島對開海域，結果造成16人死亡。

## 事故原因

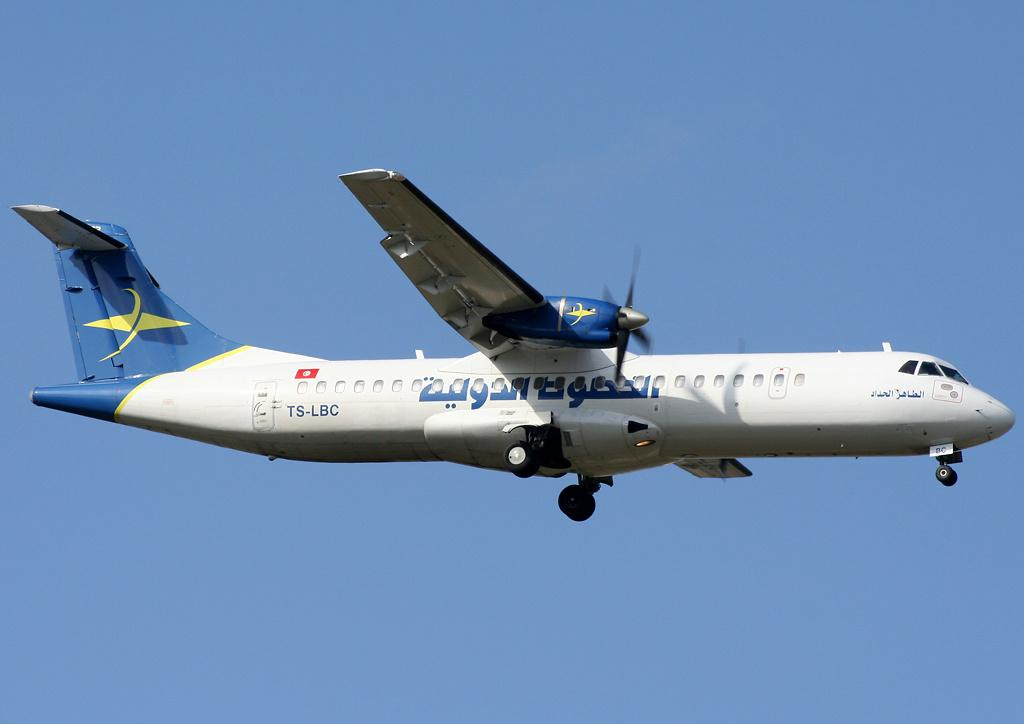
與失事班機同型號的突尼西亞國際航空ATR-72客機

在出事前一天，該架客機於突尼西亞做例行維修檢查。維修人員發現油量顯示器（Fuel Quantity Indicator，簡稱FQI）出了故障，在更換有關零件時，將同為ATR生產的客機--ATR42上的油量顯示器更換到該肇事客機上使用。雖然ATR42與ATR72有著很多的共通性（ATR72是ATR42的改良及加長型，長度增加4.5米），可是ATR42的FQI並不適合在ATR72上使用。所以當駕駛員第二天從突尼西亞前往意大利時，看到FQI顯示當時飛機有3,100公斤燃料，其實實際上機上的燃料只有790公斤，誤差值接近四倍。但機員以為這趟來回意大利的行程只需再加油465公斤就夠了，但補充燃料後卻只有1,255公斤燃料，只夠單程前往意大利，FQI顯示卻有3,800公斤。
當飛機抵達意大利，並準備回程時，駕駛員以為只要再加265公斤的燃料就足夠，所以在參考了FQI的顯示剩餘油量後（當時FQI顯示還有2,300公斤燃料），只要求補充265公斤燃料，結果，當時飛機只攜了570公斤的燃料便起飛，FQI顯示卻有2,700公斤。
當飛機飛至西西里島北部，機上兩個引擎因油量用盡而停止運作，而機師並未立即調節至最佳飛行狀態及持續嘗試重啟引擎，導致後來飛機高度不足，無法飛至備降機場，機長只能在海上迫降。結果飛機於海上迫降過程中解體，亦由於拯救不及，結果造成16人死亡。

## 事故之後
2005年9月7日，意大利政府禁止突尼西亞國際航空的航班飛越其領空。於是，突尼西亞國際航空自行重組為現時的第七航空（Sevenair），並於2007年再度獲飛行意大利航線。

## 紀錄片
空難經過及調查內容被輯製成《空中浩劫》第七季第六集「Falling Fast」。

## 其他
出事班機的黑匣子在飛機墜毀前5分鐘的通話記錄  （页面存档备份，存于）

## 外部連結
- Aviation Safety Network報告 （页面存档备份，存于）
- AirDisaster.Com報告 （页面存档备份，存于）